# Ante Christum natum et post Christum natum
Ante Christum natum  est une expression latine signifiant « avant la naissance du Christ ».
C'est une notation chronologique destinée à dater les événements antérieurs à notre ère, dont l'origine est la date de naissance supposée de Jésus-Christ (fixée le 25 décembre de l'an 753 AUC, c'est-à-dire depuis la fondation de Rome). Dans certains cas on lui préfère av. J.-C. pour les dates antérieures à la naissance de Jésus-Christ. 
Pour les dates postérieures à la naissance de Jésus-Christ, l'expression latine post Christum natum « après la naissance du Christ » est inutilisée en domaine francophone : lorsqu'il n'y a pas d’ambiguïté on n'écrit rien, sinon on note ap. J.-C. Selon les règles du français, on abrège après la dernière consonne et on devrait écrire apr. J.-C., mais l'abréviation ap. J.-C. est plus commune. Les abréviations de cette expression : p.C.n., P.C.N., PCN, voire p. Chr. n. ou p.Ch.n. sont très rarement rencontrées.